# 长芒台湾鹅观草
长芒台湾鹅观草（学名：Roegneria formosana var. longearistata）为禾本科鹅观草属下的一个变种。

## 扩展阅读
- 維基物種上的相關：长芒台湾鹅观草